# Segunda Categoría de Chimborazo 2019
El Campeonato Provincial de Segunda Categoría de Chimborazo 2019 fue un torneo de fútbol en Ecuador en el cual compitieron equipos de la Provincia de Chimborazo. El torneo fue organizado por la Asociación de Fútbol No Aficionado de Chimborazo (AFNACH) y avalado por la Federación Ecuatoriana de Fútbol. El torneo empezó el 18 de mayo de 2019 y finalizó el 21 de julio de 2019. Participaron 6 clubes de fútbol y entregó 2 cupos al zonal de ascenso de la Segunda Categoría 2019 por el ascenso a la Serie B.

## Sistema de campeonato
El sistema determinado por la Asociación de Fútbol No Aficionado de Chimborazo fue el siguiente:
- Se jugó una etapa con los 6 equipos establecidos, fue todos contra todos ida y vuelta (10 fechas),[3] al final el equipo que terminó en primer y segundo lugar clasificó a los zonales de Segunda Categoría 2019 como campeón y vicecampeón respectivamente.

## Equipos participantes
| Equipos participantes                  | Equipos participantes | Equipos participantes                  |
| -------------------------------------- | --------------------- | -------------------------------------- |
|                                        |                       |                                        |
| Equipo                                 | Ciudad                | Estadio                                |
| Club Deportivo Star Club               | Riobamba              | Estadio Salesiano Padre Pascual Bissón |
| Club Estudiantes de La Plata (Ecuador) | Pallatanga            | Estadio Municipal de Pallatanga        |
| Independiente San Pedro                | Alausí                | Estadio Municipal de Alausí            |
| Club Deportivo Darwin                  | Alausí                | Estadio Municipal de Alausí            |
| Club Deportivo Guano                   | Guano                 | Estadio Timoteo Machado                |
| Club Social y Deportivo Alianza        | Guano                 | Estadio Timoteo Machado                |

## Equipos por cantón
| Cantón     | N.º | Equipos                            |
| ---------- | --- | ---------------------------------- |
| Guano      | 2   | - Deportivo Guano - Alianza        |
| Alausí     | 2   | - Independiente San Pedro - Darwin |
| Pallatanga | 1   | - Estudiantes de La Plata          |
| Riobamba   | 1   | - Star Club                        |

## Clasificación
| Pos. | Equipo                  | Pts. | PJ | G | E | P | GF | GC | Dif. |  |
| ---- | ----------------------- | ---- | -- | - | - | - | -- | -- | ---- |  |
| 1    | Alianza                 | 28   | 10 | 9 | 1 | 0 | 32 | 8  | +24  |  |
| 2    | Deportivo Guano         | 25   | 10 | 8 | 1 | 1 | 53 | 11 | +42  |  |
| 3    | Star Club               | 12   | 9  | 4 | 0 | 5 | 9  | 11 | −2   |  |
| 4    | Independiente San Pedro | 9    | 8  | 3 | 0 | 5 | 8  | 14 | −6   |  |
| 5    | Darwin                  | 9    | 10 | 3 | 0 | 7 | 14 | 31 | −17  |  |
| 6    | Estudiantes de La Plata | 0    | 9  | 0 | 0 | 9 | 4  | 45 | −41  |  |

Actualizado a los partidos jugados el 21 de julio de 2019.
 Fuente: @roldan_jimmy
Criterios de clasificación: 1) Puntos; 2) Diferencia de goles; 3) Goles marcados
|  | Campeón y clasificado a los zonales de Segunda Categoría 2019.     |
|  | Vicecampeón y clasificado a los zonales de Segunda Categoría 2019. |

## Evolución de la clasificación
| Equipo / Jornada        | 01 | 02 | 03 | 04 | 05 | 06 | 07 | 08 | 09 | 10 |
| ----------------------- | -- | -- | -- | -- | -- | -- | -- | -- | -- | -- |
| Alianza                 | 1  | 1  | 1  | 1  | 1  | 1  | 1  | 1  | 1  | 1  |
| Deportivo Guano         | 2  | 2  | 2  | 2  | 2  | 2  | 2  | 2  | 2  | 2  |
| Star Club               | 3  | 4  | 5  | 3  | 4  | 4  | 3  | 3  | 3  | 3  |
| Independiente San Pedro | 5  | 5  | 3  | 4  | 5  | 5  | 5  | 4  | 4  | 4  |
| Darwin                  | 4  | 3  | 4  | 5  | 3  | 3  | 4  | 5  | 5  | 5  |
| Estudiantes de La Plata | 6  | 6  | 6  | 6  | 6  | 6  | 6  | 6  | 6  | 6  |

| 1. |

## Resultados

### Primera vuelta
| Star Club | 1 - 0 | Independiente San Pedro | Pascual Bissón      | 18 de mayo | 12:30 |
| Darwin    | 2 - 3 | Deportivo Guano         | Municipal de Alausí | 18 de mayo | 16:00 |
| Alianza   | 5 - 0 | Estudiantes de La Plata | Timoteo Machado     | 19 de mayo | 12:30 |

| Star Club               | 0 - 1 | Darwin                  | Pascual Bissón      | 24 de mayo | 12:30 |
| Deportivo Guano         | 1 - 2 | Alianza                 | Timoteo Machado     | 25 de mayo | 12:00 |
| Independiente San Pedro | 1 - 0 | Estudiantes de La Plata | Municipal de Alausí | 26 de mayo | 15:00 |

| Darwin                  | 1 - 4  | Independiente San Pedro | Municipal de Alausí | 1 de junio  | 14:00 |
| Alianza                 | 4 - 1  | Star Club               | Timoteo Machado     | 2 de junio  | 12:30 |
| Estudiantes de La Plata | 1 - 14 | Deportivo Guano         | Yaruquíes           | 17 de julio | 15:00 |

| Star Club               | 3 - 0 | Estudiantes de La Plata | Pascual Bissón      | 8 de junio | 12:30 |
| Darwin                  | 0 - 2 | Alianza                 | Municipal de Alausí | 8 de junio | 14:00 |
| Independiente San Pedro | 0 - 5 | Deportivo Guano         | Municipal de Alausí | 9 de junio | 15:00 |

| Alianza                 | 3 - 1 | Independiente San Pedro | Timoteo Machado | 15 de junio | 12:30 |
| Deportivo Guano         | 3 - 0 | Star Club               | Timoteo Machado | 16 de junio | 12:30 |
| Estudiantes de La Plata | 1 - 4 | Darwin                  | Yaruquíes       | 16 de junio | 15:00 |

### Segunda vuelta
| Star Club               | 0 - 1 | Deportivo Guano         | Pascual Bissón      | 22 de junio | 12:30 |
| Independiente San Pedro | 0 - 1 | Alianza                 | Municipal de Alausí | 22 de junio | 13:00 |
| Darwin                  | 3 - 1 | Estudiantes de La Plata | Municipal de Alausí | 23 de junio | 13:00 |

| Deportivo Guano         | 2 - 0 | Independiente San Pedro | Timoteo Machado     | 29 de junio | 12:30 |
| Alianza                 | 8 - 1 | Darwin                  | Timoteo Machado     | 30 de junio | 12:30 |
| Estudiantes de La Plata | 0 - 1 | Star Club               | Municipal de Chambo | 30 de junio | 13:00 |

| Independiente San Pedro | 2 - 1  | Darwin                  | Municipal de Alausí | 6 de julio | 15:00 |
| Star Club               | 0 - 2  | Alianza                 | Timoteo Machado     | 6 de julio | 15:00 |
| Deportivo Guano         | 13 - 1 | Estudiantes de La Plata | Timoteo Machado     | 7 de julio | 12:30 |

| Alianza                 | 4 - 4 | Deportivo Guano         | Timoteo Machado | 12 de julio    | 15:00          |
| Darwin                  | 0 - 3 | Star Club               | Yaruquíes       | 14 de julio    | 15:00          |
| Estudiantes de La Plata | -     | Independiente San Pedro | No se programó  | No se programó | No se programó |

| Deportivo Guano         | 7 - 1 | Darwin      | Timoteo Machado | 21 de julio    | 12:30          |
| Estudiantes de La Plata | 0 - 1 | Alianza (C) | Yaruquíes       | 21 de julio    | 12:30          |
| Independiente San Pedro | -     | Star Club   | No se programó  | No se programó | No se programó |

### Campeón
| |
| |
| Club Social y Deportivo Alianza 3.er título Clasifica a los zonales de la Segunda Categoría 2019. - También clasifica Club Deportivo Guano como vicecampeón. |